# Chandmani (Hovd)
Chandmani (em mongol:  Чандмань) é um distrito (sum) da Mongólia localizado na província de Khovd.